# Kavoliškis
Kavoliškis è una città del distretto di Rokiškis della contea di Panevėžys, nel nord-est della Lituania. Secondo un censimento del 2011, la popolazione ammonta a 1 212 abitanti.
4 km ad ovest del centro abitato sorge Rokiškis. Ha ospitato la seconda più grande fabbrica di caramelle della Lituania.

## Storia

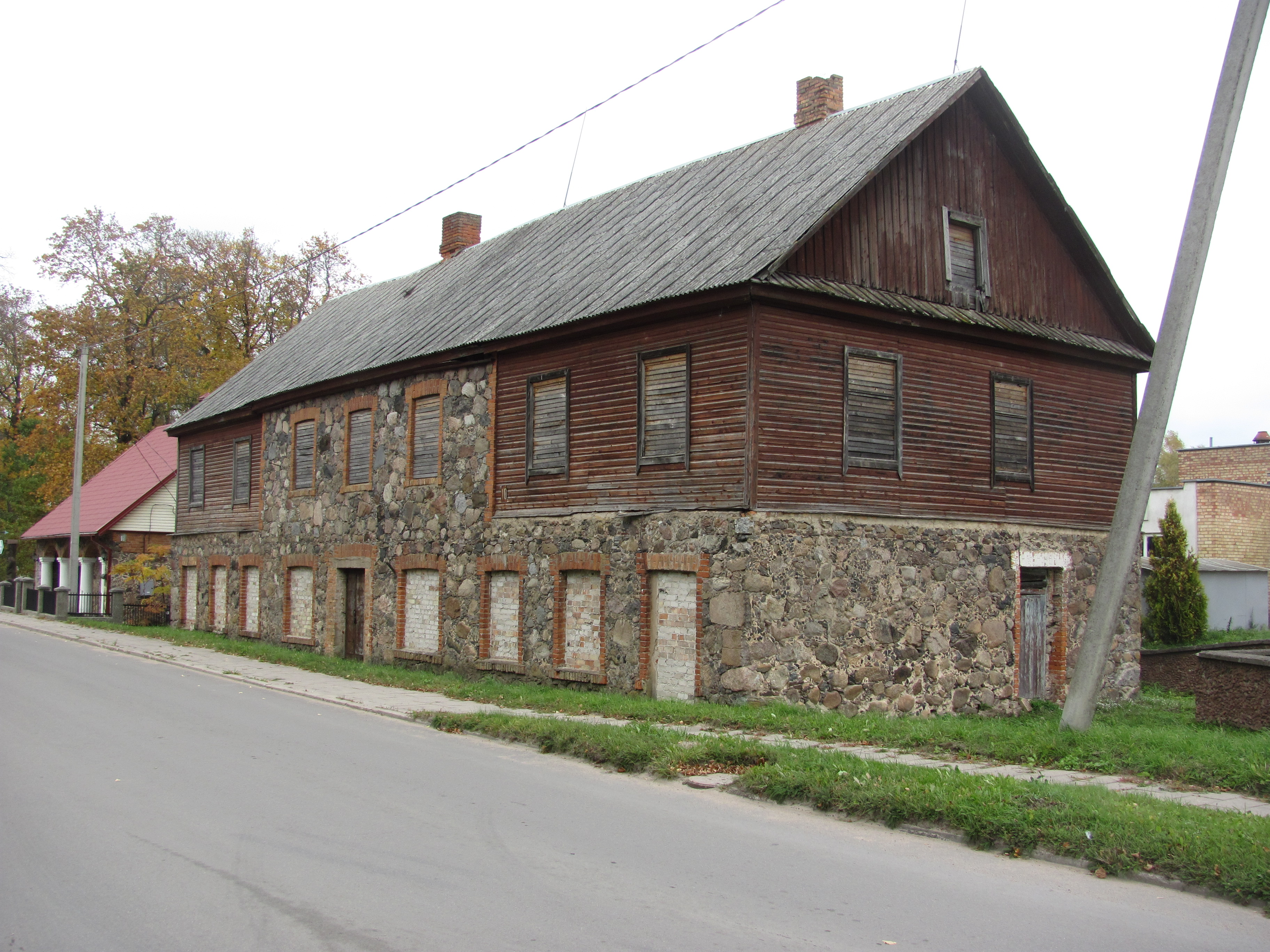
L’ex fabbrica di dolciumi

Nel 1796 il villaggio apparteneva alla vicina Kalpokiškis. Più tardi iniziò ad ospitare un granaio, la fabbrica di dolciumi e uno zuccherificio, ancora oggi visitabili. Nel 1933 fu fondata una scuola elementare. Dal 1950 fino all’indipendenza nel 1991 ha ospitato fattorie collettive. Nel 1954 furono costruiti una biblioteca, un asilo nido e un centro culturale. 
C'è anche un ufficio postale (LT-42034).